# 黄日波
黄日波（1958年7月—），男，壮族，广西靖西人，中华人民共和国生物技术专家、政治人物，曾任广西壮族自治区政协副主席、自治区人民政府副主席、自治区科学院院长、自治区科协副主席 ，第十一、十二届全国政协委员。

## 生平
2008年，当选第十一届全国政协委员，代表无党派人士，分入第十四组。